# Moto Guzzi Trotter
Il Trotter è un ciclomotore prodotto dalla Moto Guzzi dal 1966 al 1973.

## Storia
Nato in un momento difficile per la Casa di Mandello, il "Trotter" entrò in commercio nella primavera del 1966. Il modello è meccanicamente molto semplice: il telaio, rigido, è composto da due elementi in lamiera stampata disposti a "V", il motore è un monocilindrico due tempi di 40,8 cm³ (alesaggioxcorsa 37x38 mm) con cambio a due marce e frizione automatica. La sua semplicità si rifletteva nel prezzo, 54.000 lire circa.
È il primo ciclomotore costruito dalla Moto Guzzi palesemente destinato all'utenza femminile e cittadina, come si evince dalla denominazione "Trotter", celebre parco milanese, sorto sull'omonimo ippodromo, dove si svolse la prima gara motociclistica a carattere nazionale, organizzata dal neonato Moto Club d’Italia, nel 1911.
Il Trotter fu un successo immediato, tanto da dare un importante contributo al tentativo della Guzzi (che stava passando dalla gestione della famiglia Parodi a quella della SEIMM) di ripristinare le sue fortune in calo.
Alla fine del 1967, il modello originale fu rivisto e, oltre a un rapporto speciale, venne ampliata la gamma con le versioni Vip (verniciata in colori vivaci) e Super, dotata di forcella telescopica.
Nel 1969 il Trotter venne rinnovato dal punto di vista tecnico ed estetico: le principali furono l'introduzione di un nuovo motore da 48,9 cm³, con cilindro (orizzontale anziché inclinato) derivato dal Dingo, e di una forcella anteriore a biscottini oscillanti. La gamma comprendeva due versioni:
- Special, con serbatoio appeso al tubo anteriore del telaio e telaio rigido posteriormente;
- Mark, con serbatoio integrato nel telaio e sospensione posteriore.

Entrambe le versioni si potevano avere con cambio monomarcia o con variatore.
La produzione cessò nel 1973, quando il Trotter venne sostituito dal Chiù, dotato di motore di origine Benelli.

## Caratteristiche tecniche
| Caratteristiche tecniche - Moto Trotter 40 Normale/Vip (Super) | Caratteristiche tecniche - Moto Trotter 40 Normale/Vip (Super)                                                                  | Caratteristiche tecniche - Moto Trotter 40 Normale/Vip (Super)                                                                  | Caratteristiche tecniche - Moto Trotter 40 Normale/Vip (Super)                                                                  | Caratteristiche tecniche - Moto Trotter 40 Normale/Vip (Super)                                                                  | Caratteristiche tecniche - Moto Trotter 40 Normale/Vip (Super)                                                                  |
| Dimensioni e pesi                                              | Dimensioni e pesi | Dimensioni e pesi | Dimensioni e pesi | Dimensioni e pesi | Dimensioni e pesi |
| -------------------------------------------------------------- | --- | --- | --- | --- | --- |
| Ingombri (lungh.×largh.×alt.)                                  | 1575 × 630 × 980 mm | 1575 × 630 × 980 mm | 1575 × 630 × 980 mm | 1575 × 630 × 980 mm | 1575 × 630 × 980 mm |
| Altezze                                                        | Sella: 790 mm - Minima da terra: 130 mm                                                                                         | Sella: 790 mm - Minima da terra: 130 mm                                                                                         | Sella: 790 mm - Minima da terra: 130 mm                                                                                         | Sella: 790 mm - Minima da terra: 130 mm                                                                                         | Sella: 790 mm - Minima da terra: 130 mm                                                                                         |
| Interasse: 1035 mm                                             | Interasse: 1035 mm | Massa a vuoto: 35 (36) kg | Massa a vuoto: 35 (36) kg | Serbatoio: circa 1,6 (2,4) litri                                                                                                | Serbatoio: circa 1,6 (2,4) litri                                                                                                |
| Meccanica                                                      | | | | | |
| Tipo motore: monocilindrico inclinato a due tempi              | Tipo motore: monocilindrico inclinato a due tempi                                                                               | Tipo motore: monocilindrico inclinato a due tempi                                                                               | Tipo motore: monocilindrico inclinato a due tempi                                                                               | Raffreddamento: ad aria | Raffreddamento: ad aria |
| Cilindrata                                                     | 40,85 cm³ (Alesaggio 37 × Corsa 38 mm)                                                                                          | 40,85 cm³ (Alesaggio 37 × Corsa 38 mm)                                                                                          | 40,85 cm³ (Alesaggio 37 × Corsa 38 mm)                                                                                          | 40,85 cm³ (Alesaggio 37 × Corsa 38 mm)                                                                                          | 40,85 cm³ (Alesaggio 37 × Corsa 38 mm)                                                                                          |
| Distribuzione: a tre serie di luci e pistone piatto            | Distribuzione: a tre serie di luci e pistone piatto                                                                             | Distribuzione: a tre serie di luci e pistone piatto                                                                             | Alimentazione: un carburatore Dell'Orto SHA 14/9, diffusore 9 mm                                                                | Alimentazione: un carburatore Dell'Orto SHA 14/9, diffusore 9 mm                                                                | Alimentazione: un carburatore Dell'Orto SHA 14/9, diffusore 9 mm                                                                |
| Potenza: 1,23 CV a 5.000 giri/min                              | Potenza: 1,23 CV a 5.000 giri/min                                                                                               | Coppia: | Coppia: | Rapporto di compressione: 7,5:1                                                                                                 | Rapporto di compressione: 7,5:1                                                                                                 |
| Frizione: automatica centrifuga                                | Frizione: automatica centrifuga                                                                                                 | Frizione: automatica centrifuga                                                                                                 | Cambio: a due marce, comando a manopola                                                                                         | Cambio: a due marce, comando a manopola                                                                                         | Cambio: a due marce, comando a manopola                                                                                         |
| Accensione                                                     | a volano magnete alternatore | a volano magnete alternatore | a volano magnete alternatore | a volano magnete alternatore | a volano magnete alternatore |
| Trasmissione                                                   | primaria a ingranaggi in bagno d'olio, finale a catena tra motore e pedaliera e seconda catena tra pedaliera e ruota posteriore | primaria a ingranaggi in bagno d'olio, finale a catena tra motore e pedaliera e seconda catena tra pedaliera e ruota posteriore | primaria a ingranaggi in bagno d'olio, finale a catena tra motore e pedaliera e seconda catena tra pedaliera e ruota posteriore | primaria a ingranaggi in bagno d'olio, finale a catena tra motore e pedaliera e seconda catena tra pedaliera e ruota posteriore | primaria a ingranaggi in bagno d'olio, finale a catena tra motore e pedaliera e seconda catena tra pedaliera e ruota posteriore |
| Avviamento                                                     | tramite la pedaliera | tramite la pedaliera | tramite la pedaliera | tramite la pedaliera | tramite la pedaliera |
| Ciclistica                                                     | | | | | |
| Telaio                                                         | monotrave aperto in lamiera d'acciaio stampata                                                                                  | monotrave aperto in lamiera d'acciaio stampata                                                                                  | monotrave aperto in lamiera d'acciaio stampata                                                                                  | monotrave aperto in lamiera d'acciaio stampata                                                                                  | monotrave aperto in lamiera d'acciaio stampata                                                                                  |
| Sospensioni                                                    | Anteriore: rigida (forcella telescopica) / Posteriore: rigida                                                                   | Anteriore: rigida (forcella telescopica) / Posteriore: rigida                                                                   | Anteriore: rigida (forcella telescopica) / Posteriore: rigida                                                                   | Anteriore: rigida (forcella telescopica) / Posteriore: rigida                                                                   | Anteriore: rigida (forcella telescopica) / Posteriore: rigida                                                                   |
| Freni                                                          | Anteriore: a tamburo centrale ø 90 mm / Posteriore: a tamburo centrale ø 90 mm                                                  | Anteriore: a tamburo centrale ø 90 mm / Posteriore: a tamburo centrale ø 90 mm                                                  | Anteriore: a tamburo centrale ø 90 mm / Posteriore: a tamburo centrale ø 90 mm                                                  | Anteriore: a tamburo centrale ø 90 mm / Posteriore: a tamburo centrale ø 90 mm                                                  | Anteriore: a tamburo centrale ø 90 mm / Posteriore: a tamburo centrale ø 90 mm                                                  |
| Pneumatici                                                     | anteriore e posteriore: 2.00-16 (2.25-16)                                                                                       | anteriore e posteriore: 2.00-16 (2.25-16)                                                                                       | anteriore e posteriore: 2.00-16 (2.25-16)                                                                                       | anteriore e posteriore: 2.00-16 (2.25-16)                                                                                       | anteriore e posteriore: 2.00-16 (2.25-16)                                                                                       |
| Prestazioni dichiarate                                         | | | | | |
| Velocità massima                                               | 40 km/h | 40 km/h | 40 km/h | 40 km/h | 40 km/h |
| Fonte dei dati: Motociclismo d'Epoca 4/2010, pag. 39           | | | | | |